# Compagnia dell'Anello (gruppo musicale)
La Compagnia dell'Anello è un gruppo musicale neoprogressive considerato, con gli Amici del Vento, tra i fondatori della Musica alternativa di destra, e cioè di quella corrente musicale nata negli anni settanta legata ai gruppi politici dell'estrema destra neofascista. Il gruppo era considerato già nei primi anni Ottanta quello di maggior successo tra le analoghe formazioni musicali legate all'estremismo di destra, e tra le sue canzoni più famose vi sono Jan Palach, dedicata allo studente cecoslovacco divenuto il simbolo della Primavera di Praga, e Il domani appartiene a noi, adattamento di Tomorrow Belongs to Me dal film Cabaret e utilizzata come inno dal Fronte della Gioventù.

## Storia

### IlGruppo Padovano di Protesta Nazionale
(Mario Bortoluzzi.)
Fu fondato a Padova nel 1974 da Mario Bortoluzzi, Loris Lombroni, Fabio Ragno, Gigi Toso e Roberto Meconcelli, tutti militanti nel Fronte Universitario d'Azione Nazionale, con il nome di Gruppo Padovano Di Protesta Nazionale (GPDPN). Tra le prime canzoni vi fu Padova 17 giugno scritta in memoria di Graziano Giralucci e Giuseppe Mazzola, due militanti del MSI uccisi dalle Brigate Rosse proprio a Padova.
Nel 1976 lasciano il Gruppo Padovano Di Protesta Nazionale Loris Lombroni e Roberto Meconcelli, mentre entrano Paolo Favero e Junio Guariento. La nuova formazione esordisce nel dicembre 1976 a Roma al Teatro delle Muse, in quello che sarà l'unico concerto del Gruppo Padovano Di Protesta Nazionale. Di li a poco Gigi Toso, Fabio Ragno e Paolo Favero (che entrerà negli ZPM) lasciano il gruppo.

### Il campo Hobbit I e la nascita della Compagnia dell'Anello
Nel 1977, in occasione del primo Campo hobbit, tenuto presso Montesarchio, il gruppo assume il nome di Compagnia dell'Anello ispirandosi all'omonimo libro di John Ronald Reuel Tolkien, considerato dai membri del gruppo uno scrittore di riferimento. Per l'occasione i componenti sono Mario Bortoluzzi, e Junio Guariento a cui si aggiunge nel ruolo di autrice di alcuni testi Stefania Paternò. Tra le altre canzoni viene presentata Il domani appartiene a noi, brano che di fatto diventerà l'inno ufficiale del Fronte della Gioventù. Secondo quanto riportano N. Copsey e M. Worley il brano venne accreditato come canto tradizionale degli Alpini durante la Prima guerra mondiale, ma in realtà il brano sarebbe una trasposizione di The future Belongs to Me, scritto da John Kander e Fred Ebb, due ebrei statunitensi, e tratto dal film Cabaret, di dichiarata ispirazione antinazista.

### 1977-1983: evoluzione della formazione
Nel 1978, mentre Mario Bortoluzzi è in Iran per lavoro, Junio Guariento è da solo a Campo Hobbit II a nome della Compagnia, e di li a breve vede la luce la prima musicassetta Dedicato all'Europa realizzata sempre dal solo Junio Guariento e che vede la presenza di parecchie canzoni del Gruppo Padovano di Protesta Nazionale. Nel 1979 entrano fra i componenti del gruppo il tastierista Fabio Giovannini e successivamente il percussionista Adolfo Morganti, ed è questa formazione che si presenta a Campo Hobbit III, nel 1980, dove presenta i brani La terra di Thule e Il costume del cervo bianco, un elemento fantasy di crescente importanza per il gruppo. Viene infatti fatto osservare che in questo periodo lo sguardo dei giovani neofascisti sembra attratto più dalla mitologia nord-europea che dall'universo simbolico del fascismo storico italiano. L'esecuzione rivisitata de Il domani appartiene a noi diventa un richiamo identificante per la destra, una canzone che tenta di evocare "il passaggio dal ricordo e dalla testimonianza alla possibilità di incidere nuovamente nella storia". Nel 1982 in occasione di un concerto al Teatro Trianon, l'organizzatore Umberto Croppi fa conoscere i fratelli Massimo Di Nunzio e Marinella Di Nunzio, che entreranno in via stabile nel gruppo, a Mario Bortoluzzi. Assieme a Marco Priori alla batteria e Maurizio Sebastianelli al clavicembalo, il numero degli elementi arriverà al tolkieniano nove. Di li a poco Junio Guariento e Stefania Paternò prenderanno altre strade e la nuova formazione  inciderà nel 1983 l'album Terra di Thule dove l'ispirazione fantasy nei testi e nelle sonorità è ormai evidente.

### Dal 1983 ad oggi
L'album Terra di Thule si inserisce in un periodo in cui la prima ondata della musica alternativa è ormai esaurita, con la fine di molti progetti musicali. In questo senso l'attività del gruppo va decisamente controcorrente, sia come produzione di nuovo materiale musicale che come attività di concerti. Sia pure diradando le proprie comparse in pubblico tra il 1983 e il 1989 la Compagnia Dell'Anello è protagonista dei principali appuntamenti di area, tra cui il concerto a Trieste del 1987 in memoria di Almerigo Grilz, il Quinto Raduno della Contea a Roma, la Festa Nazionale del Fronte Della Gioventù ad Assisi.
È del 1988 la musicassetta live Concerto per Almerigo che anticipa in buona parte l'album In rotta per Bisanzio del 1990. L'8 dicembre 1997 la band partecipa a Monza, assieme agli Amici del Vento, al Concerto del Ventennale,  dal quale verrà tratto uno split album live pubblicato nel 1998.
La Compagnia Dell'Anello sceglie l'autoproduzione  e fonda nel 2002 l'associazione culturale omonima, che diverrà anche etichetta discografica, ristampando i vecchi lavori e sotto la quale è stato pubblicato nel 2002 l'album Di là dall'acqua, lavoro dedicato alle terre di Istria, Fiume e Dalmazia, a cui il gruppo è da sempre fortemente legato come peraltro è legato, secondo quanto osserva lo storico Stefano Pivato, alle date-simbolo della storia del fascismo italiano. Il disco contiene, tra le altre, la forte invettiva antiliberista in Anche se tutti... noi no!. Nel 2006 il gruppo stampa Altre Storie. Musiche e testi della Trilogia, libro che raccoglie tutti gli spartiti e i testi dei tre album Terra di Thule, In rotta per Bisanzio e Di là dall'acqua, con 34 illustrazioni e nove saggi (fra cui contributi di Luciano Lanna, Donato Zoppo e Marco Cimmino). Tre anni più tardi, in occasione della pubblicazione della biografia di Giobatta Boscutti, la band pubblica il singolo 11 marzo 1944. Tra i vari eventi ai quali la band partecipa possono essere citati quelli presso i cosiddetti centri sociali di destra, come ad esempio il ciclo di concerti L'altra estate romana organizzato da Casa Montag nel 2003.
Nel 2014, per celebrare il quarantennale di attività del gruppo, la Compagnia dell'Anello pubblica Quadraginta annos in unum fideles. L'album contiene cinque canzoni storiche riarrangiate, il singolo 11 marzo 1944 e l'inedito Kaly Yuga. A fianco dell'attività in studio sono continuate le esibizioni dal vivo, spesso legate ad eventi politici organizzati da gruppi di estrema destra quali Casapound. Nel 2014 ebbe però una certa eco l'appoggio dato da Mario Bortoluzzi, uno degli storici membri del gruppo, alla svolta nazionalista e sovranista impressa alla Lega Nord da Matteo Salvini. Alcuni dei concerti del gruppo e le relative attività promozionali sono stati oggetto di indagini ed interventi delle forze dell'ordine. In altri casi i concerti sono stati inoltre duramente contestati da vari gruppi sociali e politici, che ne hanno denunciato la natura nazifascista e hanno contestato l'opportunità da parte delle amministrazioni locali di consentirne lo svolgimento in spazi pubblici.

## Formazione

### Formazione attuale
- Mario Bortoluzzi – voce
- Marinella Di Nunzio – chitarre e tastiere
- Alberto Bortoluzzi – Cajón
- Massimo di Nunzio – chitarre, cornamusa e voce
- Gino Pincini – pianoforte e voce
- Alessandro Chiarelli – violino
- Andrea di Nunzio – basso
- Adolfo Morganti – percussioni
- Marco Priori – batteria
- Alessandro di Nunzio – batteria e fonico personale della band

## Discografia
- 1978 – Dedicato all'Europa (autoproduzione; ripubblicato nel 1995)
- 1983 – Terra di Thule (Il Cerchio; ripubblicato nel 2004)
- 1988 – Concerto per Almerigo (Fronte della Gioventù)
- 1990 – In rotta per Bisanzio (Il Cerchio; ripubblicato nel 2004)
- 1997 – Concerto del Ventennale (Associazione culturale Lórien; live split con gli Amici del Vento)
- 2002 – Di là dall'acqua (Associazione culturale Compagnia dell'Anello)
- 2014 – Quadraginta annos in unum fideles (Associazione culturale Compagnia dell'Anello)